# Первая лига КВН
Первая лига КВН — третья по статусу телевизионная лига МС КВН. Открыта в 1993 году.

## Чемпионы лиги
| Год  | Город                    | Вуз                      | Название                                             | Дальнейшие достижения в Высшей лиге или Премьер-лиге                  |
| ---- | ------------------------ | ------------------------ | ---------------------------------------------------- | --------------------------------------------------------------------- |
| 1993 | Кривой Рог               | КРГРИ                    | «Криворожская шпана»                                 | Участие (1994)                                                        |
| 1994 | Сочи                     | СИКДиТ                   | СИКДиТ                                               | Участие (1995)                                                        |
| 1995 | Воронеж                  | ВИСИ-ВГАСА               | ВИСИ-ВГАСА                                           | Участие (1996)                                                        |
| 1996 | Владикавказ              | СОГУ                     | «Владикавказские спасатели»                          | Утешительный четвертьфинал (1998)                                     |
| 1997 | Рязань                   | РГПУ                     | «Чернокнижник»                                       | Участие (1998)                                                        |
| 1998 | Минск                    | БГУ                      | БГУ                                                  | Чемпионы (1999, 2001)                                                 |
| 1999 | Магнитогорск — Челябинск |                          | «УЕздный город»                                      | Чемпионы (2002)                                                       |
| 2000 | Пенза                    | ПГПУ                     | «Валеон Дассон»                                      | Участие (2001)                                                        |
| 2001 | Пермь                    |                          | «Парма»                                              | Финал (2004)                                                          |
| 2002 | Добрянка                 |                          | «Добрянка»                                           | Четвертьфинал (2004, 2005)                                            |
| 2003 | Казань                   |                          | «Четыре татарина»                                    | Финал (2005)                                                          |
| 2004 | Курск                    | КГТУ                     | «ПриМа»                                              | Чемпионы (2009)                                                       |
| 2005 | Тюмень                   | ТГНГУ                    | «Нефтегаз»                                           | Участие (2006, 2007)                                                  |
| 2006 | Челябинск                |                          | «Мыс Челябинска»                                     | Четвертьфинал Премьер-лиги (2007)                                     |
| 2007 | Ульяновск                |                          | Сборная Ульяновской области                          | Полуфинал Премьер-лиги (2008)                                         |
| 2008 | Новосибирск              |                          | «Сердце Сибири»                                      | Полуфинал Премьер-лиги (2009, 2010)                                   |
| 2009 | Минск Батайск            | БГУ — БГУИР СКАГС        | «Минское море» Сборная Батайска                      | Четвертьфинал (2011) Участие (2011, 2012)                             |
| 2010 | Пятигорск                |                          | «ГородЪ ПятигорскЪ»                                  | Чемпионы (2013)                                                       |
| 2011 | Пенза                    | ПГСХА                    | «Мисс Мира»                                          | Полуфинал Премьер-лиги (2012)                                         |
| 2012 | Бишкек                   |                          | «Азия MIX»                                           | Чемпионы (2016)                                                       |
| 2013 | Самара Ярославль         |                          | «Самара» «Радио Свобода»                             | Полуфинал Премьер-лиги (2014) Финал (2015, 2016, 2017)                |
| 2014 | Казань                   |                          | Сборная Татарстана                                   | Участие (2015, 2016)                                                  |
| 2015 | Тула Чита                |                          | Сборная Тульской области Сборная Забайкальского края | Четвертьфинал Премьер-лиги (2017) Полуфинал (2017)                    |
| 2016 | Красноярск               | СФУ                      | «Так-то»                                             | Чемпионы (2019)                                                       |
| 2017 | Москва                   | Российский союз молодёжи | «Первая олимпийская»                                 | 1/8-я финала Премьер-лиги (2017, 2018)                                |
| 2018 | Иркутск — Улан-Удэ       | БГУ                      | «Буряты»                                             | Участие (2020)                                                        |
| 2019 | Москва                   | РЭУ имени Плеханова      | «Улица Плеханова»                                    | Четвертьфинал (2021)                                                  |
| 2020 | Челябинск Нягань Уфа     |                          | «Город N» «Северяне» «Лица Республики»               | Полуфинал (2021) Полуфинал (2021, 2022) Полуфинал Премьер-лиги (2020) |
| 2021 | Чулым Астана             |                          | «Столик» «Не кипишуй»                                | Полуфинал (2022) Четвертьфинал (2023, 2025)                           |
| 2022 | Челябинск Белгород       |                          | «Евразия» «Близкие»                                  | Четвертьфинал (2024, 2025) Финал (2024)                               |
| 2023 | Набережные Челны         |                          | «ИнДа»                                               | Четвертьфинал (2025)                                                  |
| 2024 | Курган Иркутск           |                          | «Джентльмены удачи» Сборная Иркутской области        | Четвертьфинал (2023) Премьер-лига (2025)                              |

4 раза Первую лигу выигрывали команды из Челябинска: «УЕздный город», «Мыс Челябинска», «Город N» и «Евразия». 

По 2 раза чемпионами были:
- Минск — БГУ и «Минское море»
- Пенза — «Валеон Дассон» и «Мисс Мира»
- Казань — «Четыре татарина» и «Сборная Татарстана»
- Москва — «Первая олимпийская» и «Улица Плеханова»
- Иркутск — «Буряты» и «Сборная Иркутской области»

Чемпионы первых одиннадцати сезонов (1993—2003) автоматически попадали в следующий сезон Высшей лиги КВН. 

Начиная с 2005 года, чемпиону Первой лиги (сезонов 2004 и далее) гарантировано место в Высшей или Премьер-лиге КВН. 

Так, напрямую в Высшую лигу попали команды:
- «Нефтегаз» (чемпион сезона 2005);
- «ГородЪ ПятигорскЪ» (чемпион сезона 2010);
- «Азия MIX» (чемпион сезона 2012);
- «Сборная Татарстана»[3] (чемпион сезона 2015);
- «Северяне» (чемпион сезона 2020);
- «Город N» (чемпион сезона 2020);
- «Столик» (чемпион сезона 2021);
- «Не кипишуй» (чемпион сезона 2021);
- «Близкие» (чемпион сезона 2022);

Правило не было соблюдено лишь один раз, когда чемпион Первой лиги 2015 года — команда «Сборная Тульской области» — в сезоне 2016 получил место только в Международной лиге, четвёртой по статусу в Международном союзе КВН. Команда «Лица Республики», один из чемпионов сезона 2020, получила приглашение в сезон Премьер-лиги 2021 года, но отказалась от участия в ней.

## Редакторы
- Аркадий Дяченко (ХАИ, 1993—2006)
- Андрей Яковлев («Ворошиловские стрелки», 1993—2001, 2003—2005)
- Михаил Марфин (МХТИ, 2002)
- Михаил Гуликов («Запорожье — Кривой Рог — Транзит», 2006—2008)
- Тимофей Куц (Сборная Санкт-Петербурга, 2006)
- Леонид Купридо (БГУ, 2009—2013)
- Алексей Ляпичев («Незолотая молодёжь», 2007—2014, 2017—2018)
- Дмитрий Колчин («СОК», 2014—2016)
- Дмитрий Шпеньков («Обычные люди», 2014—2016)
- Айдар Гараев («Союз», 2017—2018)[9]
- Владимир Тарарыкин («ПриМа», 2019—2021)
- Дмитрий Бушуев («Вятка», 2019—н.в.)
- Халед Юсуф (РУДН, 2021)
- Станислав Агафонов («Байкал», 2022—2023)
- Алан Дзигоев (Сборная Пермского края, 2022—н.в.)

## Обладатели Кубка чемпионов
В 2000 году в Первой лиге появился Кубок чемпионов, который проводился сразу после финала лиги. В игре на кубок принимали участие чемпионы и финалисты (иногда и другие участники) разных лиг АМиК.
Обладатели кубка:
| Год  | Название                                      | Лига                         |
| ---- | --------------------------------------------- | ---------------------------- |
| 2000 | «Левый берег» (Красноярск)                    | Азия                         |
| 2002 | РУДН (Москва)                                 | Евролига                     |
| 2003 | Сборная Екатеринбурга (Екатеринбург)          | Первая (полуфиналисты)       |
| 2004 | «Диаманты» (Екатеринбург)                     | Евролига                     |
| 2005 | «МаксимуМ» (Томск)                            | Сибирь (вице-чемпионы)       |
| 2006 | «Полиграф Полиграфыч» (Омск)                  | Первая (полуфиналисты)       |
| 2007 | «Дежа вю» (Нерюнгри)                          | Сибирь (финалисты)           |
| 2008 | «Эльбрус-Экспресс» (Нальчик) «Кефир» (Нягань) | Краснодарская Северная       |
| 2009 | «Сега Мега Драйв 16 бит» (Москва)             | Москвы и Подмосковья         |
| 2010 | «Родина Чехова» (Таганрог)                    | Рязанская                    |
| 2011 | «Самоцветы — Наше серебро» (Кострома)         | Высшая украинская, Рязанская |
| 2012 | «Тип и Мы» (Тюмень)                           | Северная                     |

С 2013 по 2018 годы Кубок чемпионов проводился в рамках фестиваля «КиВиН» в городе Сочи. За кубок могли бороться только чемпионы лиг.
На фестивалях 2015 и 2016 годов, помимо Кубка чемпионов центральных и межрегиональных лиг (победитель которого попадал в Премьер-лигу или в Высшую лигу), разыгрывался Кубок чемпионов региональных лиг (победитель которого попадал в Премьер-лигу). На фестивале «КиВиН 2016» по решению руководства ТТО «АМиК» Кубок чемпионов региональных лиг был упразднён, а Кубок чемпионов центральных и межрегиональных лиг заменён на Кубок чемпионов центральных лиг. Обладатель кубка попадает в Высшую или в Премьер-лигу КВН.
| Год                 | Кубок чемпионов центральных лиг (до 2016 — Кубок чемпионов центральных и межрегиональных лиг) | Лига              | Победитель попал | Кубок чемпионов региональных лиг | Лига                    |
| ------------------- | --------------------------------------------------------------------------------------------- | ----------------- | ---------------- | -------------------------------- | ----------------------- |
| 2013 («КиВиН 2014») | «Детективное агентство „Лунный свет“» (Белгород)                                              | Высшая украинская | Высшая лига      | не проводился                    |                         |
| 2014 («КиВиН 2015») | «Nаполеон Dинамит» (Челябинск)                                                                | Уральская         | Премьер-лига     | Сборная ВШЭ (Москва)             | Московская студенческая |
| 2015 («КиВиН 2016») | «Проигрыватель» (Тамбов)                                                                      | Юго-Западная      | Высшая лига      | «Есть смысл спасать» (Воронеж)   | Воронежская             |
| 2016 («КиВиН 2017») | «Казань» (Казань)                                                                             | Поволжье          | Премьер-лига     | не проводился                    |                         |
| 2017 («КиВиН 2018») | «Сурский край» (Пенза)                                                                        | Поволжье          | Премьер-лига     | не проводился                    |                         |

С 2019 по 2023 годы Кубок чемпионов не проводился. В 2024 году на фестиваль вновь вернулся Кубок чемпионов с трансляцией в прямом эфире.
| Фестиваль    | Кубок чемпионов          | Лига           | Победитель попал |
| ------------ | ------------------------ | -------------- | ---------------- |
| «КиВиН 2024» | «Леон Киллер» (Камышлов) | «Екат»         | Высшая лига      |
| «КиВиН 2025» | «СПИКЛ» (Саратов)        | «КВН на Волге» | Высшая лига      |

## Города в которых проводилась Первая лига
- 1993—1997:  Воронеж
- 1998—1999:  Казань
- 2000—2001:  Рязань
- 2002—2003:  Казань
- 2004—2005:  Тюмень
- 2006:  Санкт-Петербург
- 2007—2008:  Нижний Новгород
- 2009—2013:  Минск
- 2014—2016:  Тольятти
- 2017—2019:  Казань
- 2020—2021:  Уфа
- 2022—н.в.:  Пермь[15]